# Gueorgui Zajárov
Gueorgui Fiódorovich Zajárov (en ruso: Гео́ргий Фёдорович Заха́ров;  Shilovo, Imperio ruso; 24 de mayojul./ 5 de junio de 1897greg. - Moscú, Unión Soviética; 26 de enero de 1957) fue un líder militar soviético que combatió durante la Segunda Guerra Mundial en las filas del Ejército Rojo donde alcanzó el grado de general del ejército (1944).

## Biografía

### Infancia y juventud
Gueorgui Zajárov nació el 5 de mayo de 1897 en la pequeña localidad rural de Shilovo en la gobernación de Sarátov, en esa época parte del Imperio ruso, en el seno de una familia de campesinos rusos muy  pobres.
Su infancia en una familia de trece niños fue desoladora. Apenas tenía once años cuando una mañana de otoño su padre le llevó a la ciudad de Sarátov, donde trabajó como aprendiz en una fábrica de uñas, allí realizaba las funciones de «un chico de los recados», posteriormente trabajó en una zapatería y luego en una sastrería, además fue empacador en un almacén: así fue como Gueorgui pasó su infancia y juventud. Después trabajó como empacador durante unos cinco años. Al mismo tiempo que realizaba estos trabajos temporales, estudió por la noche en la escuela dominical.
En marzo de 1916 fue reclutado por el Ejército Imperial Ruso. Se graduó en el equipo de entrenamiento del 133.° Regimiento de infantería de reserva (1916). Fue ascendido a alférez y nombrado oficial subalterno en el 240.º Regimiento de Reserva de Infantería. En julio de 1917, fue adscrito al jefe de la 1.ª División de Infantería para formar parte del 1.er Regimiento de Infantería, en el que se desempeñó como oficial subalterno y comandante de media compañía. Participó en la Primera Guerra Mundial en el Frente Occidental. En octubre de 1917, con el grado de subteniente, fue elegido comandante de regimiento por los soldados.

### Guerra civil y periodo de entreguerras
Al llegar desde el frente en Sarátov, fue designado para comandar un destacamento partisano local y pronto fue al frente de los Urales, donde luchó con los cosacos de los Urales. En 1919, fue admitido como miembro del Partido Comunista —en esa época conocido como Partido Obrero Socialdemócrata de Rusia (bolchevique)—. En agosto de 1919, fue reclutado en la filas del Ejército Rojo y rápidamente enviado a luchar contra los blancos en el frente oriental, al mando de la 4.ª Compañía de Fusileros del 51.º Batallón de Fusileros Independiente del 4.º Ejército. Se graduó de los primeros cursos de infantería de Saratov (1920). En una de las batallas en los Urales, resultó gravemente herido. Una vez recuperado, fue enviado a la ciudad de Vladikavkaz, donde se le confió el mando del 1.er Batallón de Fusileros.
En julio de 1922, fue destinado a Moscú para estudiar en la Escuela Superior de Táctica y Fusileros para el Estado Mayor del Ejército Rojo. En 1923, él, como graduado de cursos en la primera categoría, fue nombrado comandante del batallón de la Escuela Militar Conjunta del Kremlin (VTsIK). Desde noviembre de 1926, fue subjefe y jefe del departamento de combate de esta escuela.
El 15 de marzo de 1931, fue nombrado comandante y comisario del 2.º Regimiento de Infantería de la División de Infantería Proletaria de Moscú. El 30 de noviembre del mismo año, fue transferido a la 17.ª División de Fusileros de Nizhny Novgorod del Distrito Militar de Moscú al puesto de jefe de suministro militar y económico de la división (que entonces estaba al mando del futuro Mariscal de la Unión Soviética Iván Kónev). En septiembre de 1932, asumió el puesto de jefe adjunto del Departamento de Logística de la Academia de Ingeniería Militar del Ejército Rojo, hasta marzo de 1933, en que fue nombrado jefe del departamento de gestión táctica y técnica del ciclo táctico operacional de esta academia, en mayo de 1935, ocupó el puesto de profesor del departamento de ingeniería de apoyo para el combate y operaciones del ciclo táctico operacional en la misma academia. Al mismo tiempo, estudió en el curso vespertino de la Academia Militar Frunze, donde se graduó en 1933.
En 1936, fue enviado a Leningrado como jefe de Estado Mayor del 1.er Cuerpo de Fusileros, comandado por Fiódor Tolbujin. Desde marzo de 1937, fue subjefe de Estado Mayor y jefe de personal del 19.° Cuerpo de Fusileros. En 1937, por decisión del Comité Central del Partido Comunista de los Bolcheviques de toda la Unión, en abril de 1939 se graduó en la Academia del Estado Mayor General del Ejército Rojo y fue nombrado jefe de Estado Mayor del Distrito Militar de los Urales. En noviembre de 1939 se le otorgó el rango de comandante de brigada, y en junio de 1940, el de mayor general. En junio de 1941, se formó el 22.º Ejército sobre la base de las tropas del distrito, y Zajárov fue nombrado su jefe de gabinete. Del 16 al 21 de junio, el ejército fue redesplegado al área de la ciudad de Idritsa (óblast de Pskov), puesto en el que permaneció hasta el comienzo de la Segunda Guerra Mundial.

### Segunda Guerra Mundial

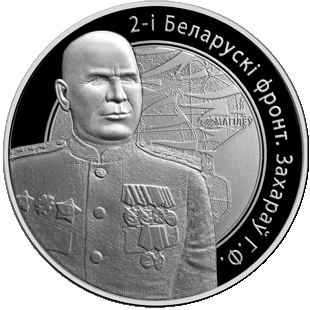
Moneda conmemorativa en plata de Sajárov y el Segunda Frente Bielorruso

Al inicio de la invasión alemana de la Unión Soviética, el 22.º Ejército de Zajárov se encontraba en la reserva del Cuartel General, y a partir de julio de 1941, como parte del Frente Oeste, participó en combates con el enemigo. En octubre, fue asignado como jefe de Estado Mayor del Frente de Briansk. En este puesto participó en la operación defensiva Orel-Briansk. En la segunda quincena de octubre asumió el mando de las tropas del frente en sustitución del teniente general Andréi Yeriómenko, quien había resultado herido en combate. En condiciones difíciles, logró organizar las tropas del frente que habían sido capaces de escapar del cerco y que habían sufrido fuertes pérdidas y retirarse en dirección a Tula. En diciembre de 1941 fue nombrado Comandante Adjunto del Frente Oeste, en este puesto participó en la contraofensiva del Ejército Rojo cerca de Moscú.
En mayo de 1942, asumió el puesto de jefe de Estado Mayor de la dirección del Cáucaso Norte, luego del Frente del Cáucaso Norte. En agosto del mismo año, fue nombrado Jefe de Estado Mayor del Frente Sudeste (el 28 de septiembre, recibió el nombre de Frente de Stalingrado). Desde octubre, ocupó los cargos de comandante adjunto de las tropas del Frente de Stalingrado, dirigió con éxito los ejércitos del ala izquierda del frente durante la operación Urano. Desde febrero de 1943, comandante del 51.º Ejército, con este ejército participó en la liberación de la ciudad de Rostov del Don. En julio de 1943, el teniente general Zajarov fue nombrado comandante del 2.º Ejército de Guardias, con estas tropas participó en la ofensiva estratégica del Donbas, que comenzó el 13 de agosto de 1943 con la ofensiva del ala derecha del Frente Suroeste. Estas tropas forzaron el río Donets y, avanzando por la margen derecha del río, ayudaron al Frente de la Estepa en la liberación de Járkov, posteriormente se distinguió en la ofensiva de Crimea.
En 1944, debido a su buen desempeño durante las operaciones en Crimea, a Zajárov se le dio la responsabilidad de comandar el Segundo Frente Bielorruso durante la gran ofensiva estratégica, de la Operación Bagration. En el curso de dicha operación, junto con las tropas de otros frentes, Bielorrusia occidental fue liberada, las tropas del frente llegaron a las fronteras de Polonia y Prusia Oriental, capturaron la cabeza de puente Ruzhansky en la orilla izquierda del río Narew, al norte de Varsovia. Sin embargo, el desempeño del Frente durante esta operación fue criticado como inadecuado y, en noviembre de 1944, fue degradado efectivamente al mando del 4.° Ejército de la Guardia, que se empleó para forzar los cruces del Danubio y participó en el envolvimiento de las fuerzas alemanas en Budapest durante la Batalla de Budapest. En abril de 1945, fue nombrado Comandante Adjunto del Cuarto Frente Ucraniano.

### Posguerra
Después de la guerra, de julio de 1945 a junio de 1946, se desempeñó como comandante de las tropas del Distrito Militar de los Urales del Sur, luego fue nombrado inspector general de las tropas de fusileros de la Inspección Principal de las Fuerzas Terrestres. A partir de febrero de 1947, fue Comandante del Distrito Militar de Siberia Oriental, hasta abril de 1950 en que fue nombrado jefe de los cursos de Tiro, luego, en septiembre de 1954, se le asignó el puesto de Jefe de la Dirección Principal de Entrenamiento de Combate de las Fuerzas Terrestres. Fue diputado de las II y III convocatorias del Sóviet Supremo de la Unión Soviética (1946-1950, 1950-1954).
Gueorgui Zajárov murió el 26 de enero de 1957 en Moscú y fue enterrado en el cementerio Novodévichi de la capital moscovita.

## Rangos militares
- Mayor (17 de febrero de 1936)[7]
- Coronel (17 de febrero de 1938)
- Kombrig (4 de noviembre de 1939)

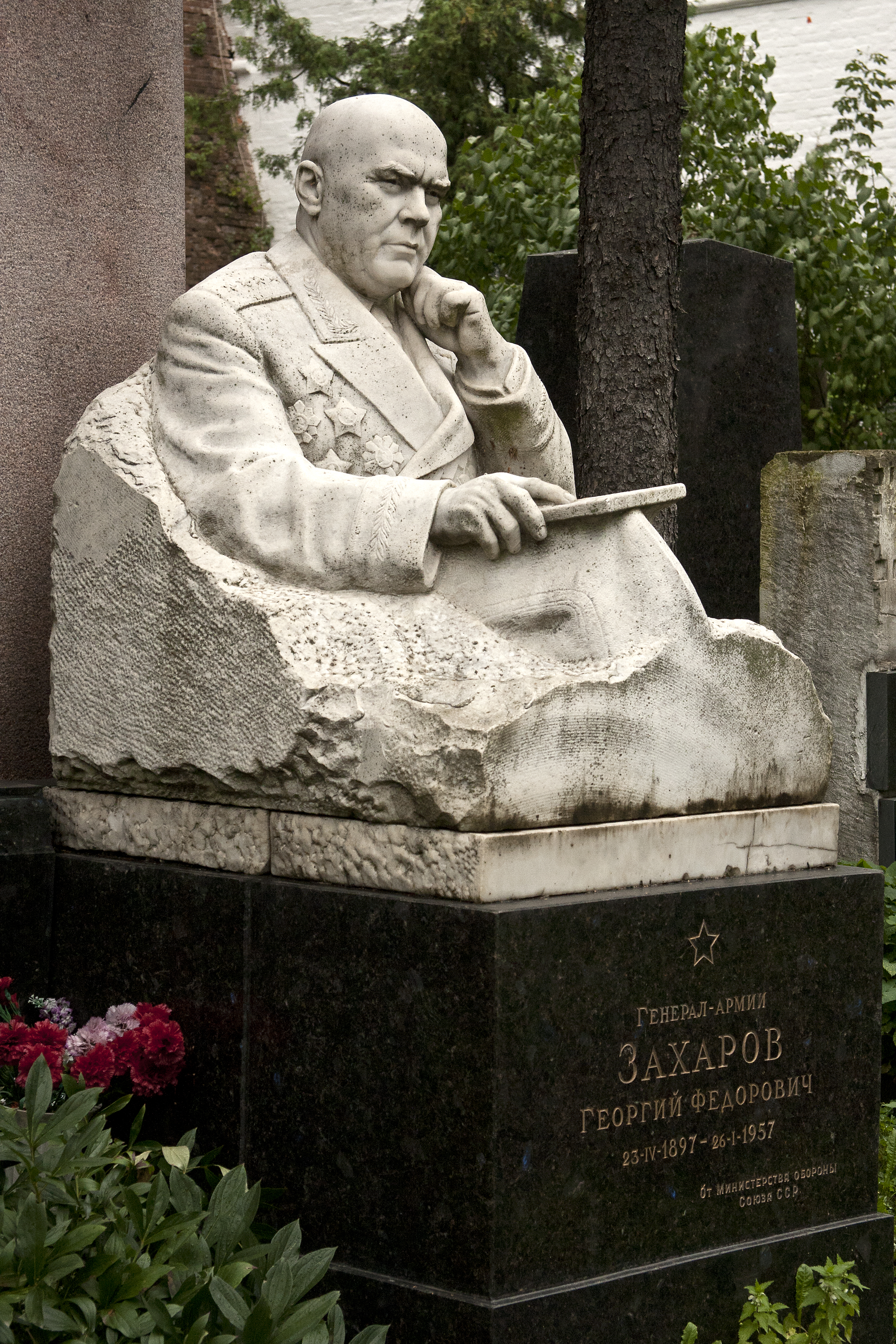
Sepultura del general Gueorgui Zajárov en el cementerio Novodévichi de Moscú

- Mayor general (4 de junio de 1940)
- Teniente general (20 de diciembre de 1942)
- Coronel general (16 de mayo de 1944)
- General del ejército (28 de julio de 1944).[8]

## Condecoraciones
A lo largo de su extensa carrera militar Gueorgui Zajárov recibió las siguientes condecoracionesː
|  | Orden de Lenin (21 de febrero de 1945)                                                                                              |
|  | Orden de la Bandera Roja, cuatro veces (14 de febrero de 1943, 19 de marzo de 1943, 14 de febrero de 1944 y 3 de noviembre de 1944) |
|  | Orden de Suvórov de 1.er grado, dos veces (16 de mayo de 1944 y 29 de julio de 1944)                                                |
|  | Orden de Suvórov de 2.do grado (17 de septiembre de 1943)                                                                           |
|  | Orden de Kutúzov de 1.er grado (28 de enero de 1943)                                                                                |
|  | Orden de Bohdán Jmelnitski de 1.er grado (28 de abril de 1945)                                                                      |
|  | Medalla del 20.º Aniversario del Ejército Rojo de Obreros y Campesinos                                                              |
|  | Medalla por la Defensa de Stalingrado (1942)                                                                                        |
|  | Medalla por la Defensa del Cáucaso                                                                                                  |
|  | Medalla por la Victoria sobre Alemania en la Gran Guerra Patria 1941-1945                                                           |
|  | Medalla del 30.º Aniversario de las Fuerzas Armadas de la URSS                                                                      |
|  | Orden al Mérito de la República Popular de Hungría de 1.er grado                                                                    |
|  | Medalla de la Amistad Chino-Soviética (China)                                                                                       |

## Memoria
- El 5 de mayo de 1975, en honor del general Zajarov, comandante del 2.º Ejército de Guardias, que liberó Sebastopol en 1944 desde el norte, se nombró una plaza en su honor en el lado norte de la ciudad.[10]
- En Bielorrusia, varias calles de las ciudades de Vawkavysk y Grodno llevan su nombre.
- En Simferópol, una calle lleva su nombre.